# Reuzenkraken
Enteroctopus is een geslacht uit de familie Enteroctopodidae en omvat de volgende soorten:
- Enteroctopus dofleini (Reuzenkraak)
- Enteroctopus magnificus
- Enteroctopus megalocyathus
- Enteroctopus zealandicus